# Преимущественное право приобретения акций
Преимущественное право приобретения акций — право, предоставленное законом (абз. 4, ч. 3, ст. 7 Федерального закона Российской Федерации от 26 декабря 1995 № 208-ФЗ «Об акционерных обществах»; абз. 2, ч. 2, ст. 97 Гражданского кодекса Российской Федерации) акционерам ЗАО, на приобретение акций, продаваемых другими акционерами этого общества, преимущественно перед третьими лицами по цене предложения третьему лицу пропорционально количеству акций, принадлежащему каждому из акционеров, если уставом общества не предусмотрен иной порядок осуществления данного права.
Уставом ЗАО может быть предусмотрено преимущественное право приобретения обществом акций, продаваемых его акционерами, если акционеры не использовали своё преимущественное право приобретения акций.
Порядок осуществления преимущественного права приобретения акций и эмиссионных ценных бумаг, конвертируемых в акции, регулируется статьёй 41 ФЗ 208 «Об акционерных обществах».